# باولو دي جيرولامو
باولو دي جيرولامو (بالإيطالية: Paolo Di Girolamo)‏ هو مجدف إيطالي، ولد في 22 يناير 1994 في تيراتشينا في إيطاليا.

## وصلات خارجية
- باولو دي جيرولامو على موقع الاتحاد الدولي للتجديف (الإنجليزية)